# Runnells (Iowa)
Runnells es una ciudad ubicada en el condado de Polk en el estado estadounidense de Iowa. En el Censo de 2010 tenía una población de 507 habitantes y una densidad poblacional de 459,52 personas por km².

## Geografía
Runnells se encuentra ubicada en las coordenadas 41°30′51″N 93°21′37″O / 41.51417, -93.36028. Según la Oficina del Censo de los Estados Unidos, Runnells tiene una superficie total de 1.1 km², de la cual 1.1 km² corresponden a tierra firme y (0%) 0 km² es agua.

## Demografía
Según el censo de 2010, había 507 personas residiendo en Runnells. La densidad de población era de 459,52 hab./km². De los 507 habitantes, Runnells estaba compuesto por el 97.04% blancos, el 0.2% eran afroamericanos, el 0.79% eran amerindios, el 0.39% eran asiáticos, el 0% eran isleños del Pacífico, el 0.2% eran de otras razas y el 1.38% pertenecían a dos o más razas. Del total de la población el 1.38% eran hispanos o latinos de cualquier raza.